# Конищів
Конищів — село в Україні, у Мурованокуриловецькій селищній громаді Могилів-Подільського району Вінницької області. Населення становить 1350 осіб.

## Географія
У селі бере початок річка Конищева, ліва притока Теребижу.

## Назва
Сама назва села Конищів, її походження з історичних джерел невідома. Однак існує легенда про походження назви села. Старожили розповідають, що чули від своїх дідів та прадідів, що в давнину територія нашого села була вкрита не проходими лісами, травами, ярами та балками. На цій місцині водилося багато різної звірини, а особливо багато було куниць. Жителі села навіть розраховувались за товари шкірами куниць. На всю округу поселення славилось вправними мисливцями, які полювали багато дичини, а особливо куниць. Старожили свідчать що саме це вплинуло на назву села. Спочатку назва села була «Кунище», а до сьогоднішніх днів видозмінилась на Конищів.

## Історія

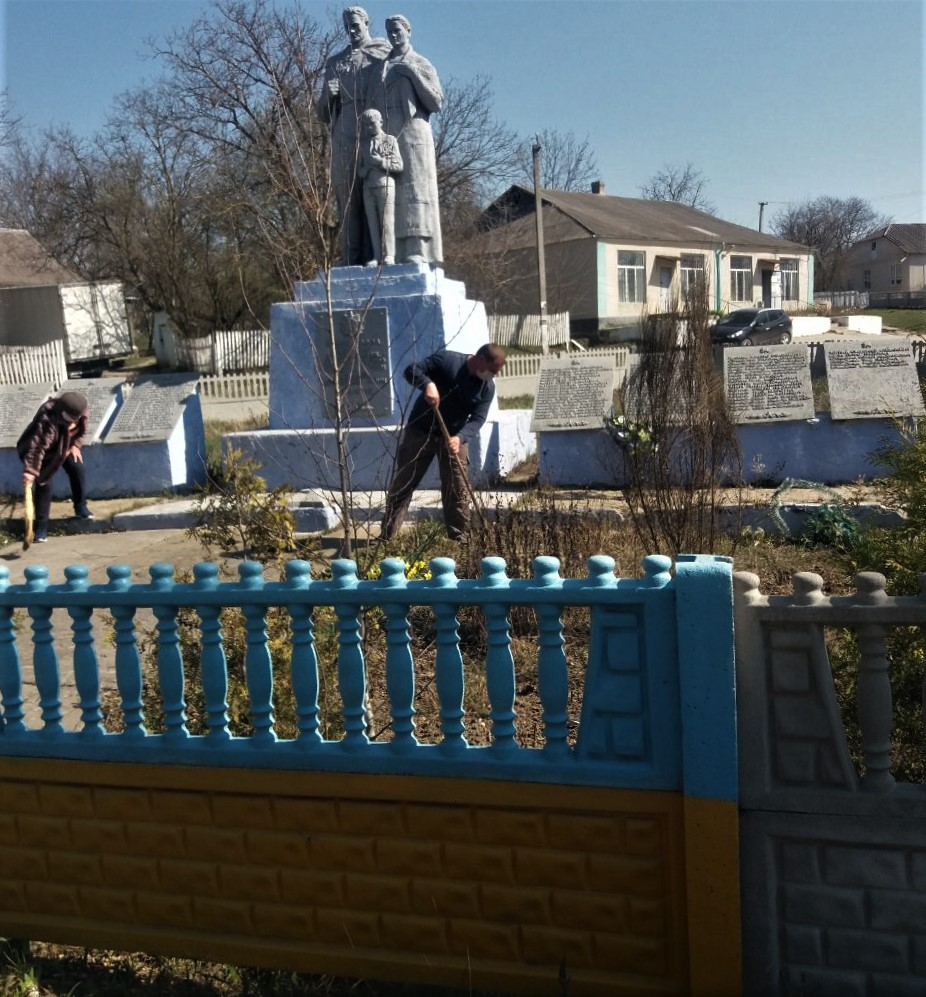
Пам'ятник 103 воїнам-односельчанам, загиблим на фронтах ВВв

Щодо року заснування, то достовірно не відомо коли було засновано. На карті Поділля Боплана, яка датується роком 1650, можна знайти населений пункт з назвою «Конійков». Коментар: згадується з 1530 р. [Jabłonowski A. Źródła dziejowe, t. 19, s. 170, 272; також АрхЮЗР, ч. 7, т. 2, с. 512, 522]. У 1734 р. на село напали гайдамаки під командою молдаванина Федора Мироненка [АрхЮЗР, ч. 3, т. 3, с. 69, 71 — 73].
7 (20) листопада 1917 року, відповідно до Третього Універсалу Української Центральної Ради, увійшло до складу Української Народної Республіки.
12 червня 2020 року, відповідно до Розпорядження Кабінету Міністрів України № 707-р «Про визначення адміністративних центрів та затвердження територій територіальних громад Вінницької області», увійшло до складу Мурованокуриловецької селищної громади.
19 липня 2020 року, в результаті адміністративно-територіальної реформи та ліквідації Мурованокуриловецького району, село увійшло до складу новоутвореного Могилів-Подільського району.

## Особистості
В селі народилася Городинська Оксана Василівна (нар. 1964) — живописець, майстриня народної творчості.